# Mesamia divisa
Mesamia divisa är en insektsart som beskrevs av Delong och Hershberger 1947. Mesamia divisa ingår i släktet Mesamia och familjen dvärgstritar. Inga underarter finns listade i Catalogue of Life.